# The Neighbors
The Neighbors (englisch für ‚Die Nachbarn‘) ist eine US-amerikanische Science-Fiction-Sitcom von Dan Fogelman. Die Serie besteht aus zwei Staffeln und 44 Episoden und wurde von 2012 bis 2014 von ABC Studios in Zusammenarbeit mit Kapital Entertainment für den Fernsehsender ABC produziert. Die Erstausstrahlung erfolgte am 26. September 2012 auf dem Sender ABC.

## Handlung
In der Serie The Neighbors steht der Familie Weaver eine ganz besondere Überraschung bevor. Voller Freude ziehen die Weavers in eine exklusive, abgeschlossene Wohnsiedlung (Gated Community) in New Jersey. Ihre neuen Nachbarn verhalten sich etwas merkwürdig und stellen sich schließlich als Außerirdische in menschlicher Gestalt heraus. Die Weavers sind die ersten Menschen, die in der Nachbarschaft der Aliens vom Planeten Zabvron leben, die sich seit 10 Jahren auf der Erde verstecken.
Die Familie möchte die Siedlung so schnell wie möglich verlassen. Doch die Außerirdischen erscheinen eigentlich recht harmlos und das neue Haus gefällt den Weavers, also beschließen sie, zu bleiben und ihre neuen Nachbarn in das alltägliche Leben auf der Erde einzuführen.

## Entstehung und Veröffentlichung
| Hauptfigur           | Darsteller      | Deutscher Sprecher   |
| -------------------- | --------------- | -------------------- |
| Debbie Weaver        | Jami Gertz      | Andrea Aust          |
| Marty Weaver         | Lenny Venito    | Oliver Mink          |
| Larry Bird           | Simon Templeman | Hans-Georg Panczak   |
| Jackie Joyner-Kersee | Toks Olagundoye | Claudia Lössl        |
| Max Weaver           | Max Charles     |                      |
| Abby Weaver          | Isabella Cramp  |                      |
| Amber Weaver         | Clara Mamet     | Gabrielle Pietermann |
| Dick Butkus          | Ian Patrick     |                      |
| Reggie Jackson       | Tim Jo          | Tim Schwarzmaier     |

Die Serie The Neighbors erhielt Mitte Mai 2012 eine Serienbestellung mit 13 Episoden. Die Serie startete am 26. September 2012 im Anschluss an Modern Family, bevor sie ab der nächsten Woche eine Stunde früher zwischen The Middle und Modern Family lief. Am 29. September 2012 gab ABC neun weitere Episoden, die sogenannte Back-nine-order in Auftrag, sodass die erste Staffel auf 22 Episoden kommt. Das erste Staffelfinale wurde am 27. März 2013 gezeigt. Obwohl die Einschaltquoten bei 5 bis 6 Millionen Zuschauern und einem Zielgruppen-Rating von unter 2,0 lagen, hat ABC die Serie im Mai 2013 um eine zweite Staffel verlängert, welche vom 20. September 2013 bis zum 11. April 2014 ausgestrahlt wurde. Im Mai 2014 stellte ABC die Serie ein.
Die deutsche Synchronisation fertigte die Synchronfirma SDI Media Germany in München an, Dialogregie führte dabei Inez Günther. Der deutsche Free-TV-Sender Disney Channel sendete die erste Staffel der Serie vom 24. September bis zum 3. Dezember 2014. Die zweite Staffel wurde vom 10. Dezember 2014 bis zum 25. März 2015 ausgestrahlt.

## Episodenliste

### Staffel 1
| Nr. (ges.) | Nr. (St.) | Deutscher Titel                  | Originaltitel                                           | Erstausstrahlung USA | Deutschsprachige Erstausstrahlung (—) | Regie            | Drehbuch                         |
| ---------- | --------- | -------------------------------- | ------------------------------------------------------- | -------------------- | ------------------------------------- | ---------------- | -------------------------------- |
| 1          | 1         | Das neue Zuhause                 | Pilot Meet the Neighbors                                | 26. Sep. 2012        | 24. Sep. 2014                         | Chris Koch       | Dan Fogelman                     |
| 2          | 2         | Die Shopping-Tour                | Journey to the Center of the Mall                       | 3. Okt. 2012         | 24. Sep. 2014                         | Chris Koch       | Dan Fogelman                     |
| 3          | 3         | Alte Freunde, Neue Freunde       | Things Just Got Real                                    | 10. Okt. 2012        | 1. Okt. 2014                          | Luke Greenfield  | Isaac Aptaker & Elizabeth Berger |
| 4          | 4         | Badezimmer Etikette              | Bathroom Etiquette                                      | 27. Okt. 2012        | 1. Okt. 2014                          | Chris Koch       | Dan Fogelman                     |
| 5          | 5         | Halloween-ween                   | Halloween-ween                                          | 24. Okt. 2012        | 29. Okt. 2014                         | Chris Koch       | Dan Fogelman                     |
| 6          | 6         | Larry Bird und der eiserne Thron | Larry Bird and the Iron Throne                          | 31. Okt. 2012        | 8. Okt. 2014                          | John Fortenberry | Kristin Newman                   |
| 7          | 7         | Paarungszeit                     | 50 Shades of Green                                      | 7. Nov. 2012         | 8. Okt. 2014                          | John Fortenberry | Kristin Newman                   |
| 8          | 8         | Thanksgiving                     | Thanksgiving Is for the Bird-Kersees                    | 14. Nov. 2012        | 15. Okt. 2014                         | Chris Koch       | Scott King                       |
| 9          | 9         | Das Weihnachtsdebakel            | Merry Crap-Mas                                          | 5. Dez. 2012         | 15. Okt. 2014                         | Luke Greenfield  | Tracy Oliver                     |
| 10         | 10        | Juans Auferstehung               | Juan of the Dead                                        | 12. Dez. 2012        | 22. Okt. 2014                         | Lev L. Spiro     | Kat Likkel & John Hoberg         |
| 11         | 11        | Nicht jeder Weg führt zum Ziel   | The Gingerbread Man                                     | 9. Jan. 2013         | 22. Okt. 2014                         | Chris Koch       | Kirker Butler                    |
| 12         | 12        | Husten, Schnupfen, Heiterkeit    | Cold War                                                | 16. Jan. 2013        | 29. Okt. 2014                         | Henry Chan       | Isaac Aptaker & Elizabeth Berger |
| 13         | 13        | Große Erwartungen                | Dream Weavers                                           | 23. Jan. 2013        | 5. Nov. 2014                          | Bryan Gordon     | Kristin Newman                   |
| 14         | 14        | Der Country Club                 | The Back Nine                                           | 30. Jan. 2013        | 5. Nov. 2014                          | Chris Koch       | Kat Likkel & John Hoberg         |
| 15         | 15        | Beziehungstipps                  | Space Invaders                                          | 6. Feb. 2013         | 12. Nov. 2014                         | Joe Pennella     | Jeremy Hall                      |
| 16         | 16        | Das Umstyling                    | Mother Clubbers                                         | 13. Feb. 2013        | 12. Nov. 2014                         | John Fortenberry | Scott King                       |
| 17         | 17        | Und der Oscar geht an            | Larry Bird Presents an Oscar-Winning Film by Larry Bird | 20. Feb. 2013        | 19. Nov. 2014                         | Lev L. Spiro     | Isaac Aptaker & Elizabeth Berger |
| 18         | 18        | Der Camping-Ausflug              | Camping                                                 | 27. Feb. 2013        | 19. Nov. 2014                         | Chris Koch       | Kristin Newman                   |
| 19         | 19        | Benzin im Blut                   | I Believe I Can Drive                                   | 6. März 2013         | 26. Nov. 2014                         | Chris Koch       | Isaac Aptaker & Elizabeth Berger |
| 20         | 20        | Musical-Star Larry Bird          | Sing Like a Larry Bird                                  | 13. März 2013        | 26. Nov. 2014                         | John Fortenberry | Tracy Oliver                     |
| 21         | 21        | Geschäftsfrauen                  | Mo Purses Mo Money Mo Problems                          | 20. März 2013        | 3. Dez. 2014                          | Jeffrey Walker   | Scott King                       |
| 22         | 22        | Der Toaster                      | It Has Begun…                                           | 27. März 2013        | 3. Dez. 2014                          | Chris Koch       | Kirker Butler                    |

### Staffel 2
| Nr. (ges.) | Nr. (St.) | Deutscher Titel                           | Originaltitel                              | Erstausstrahlung USA | Deutschsprachige Erstausstrahlung (D) | Regie            | Drehbuch                         |
| ---------- | --------- | ----------------------------------------- | ------------------------------------------ | -------------------- | ------------------------------------- | ---------------- | -------------------------------- |
| 23         | 1         | Familien-Konferenz                        | Family Conference                          | 20. Sep. 2013        | 10. Dez. 2014                         | Chris Koch       | Kristin Newman                   |
| 24         | 2         | September-Scherz                          | September Fools                            | 27. Sep. 2013        | 17. Dez. 2014                         | Chris Koch       | Kirker Butler                    |
| 25         | 3         | Die Beförderung                           | The Neighbours                             | 4. Okt. 2013         | 7. Jan. 2015                          | John Fortenberry | Isaac Aptaker & Elizabeth Berger |
| 26         | 4         | Freunde vom anderen Stern                 | The One with Interspecies Friends          | 11. Okt. 2013        | 14. Jan. 2015                         | Lev Spiro        | Scott King                       |
| 27         | 5         | Challoweenukah                            | Challoweenukah                             | 18. Okt. 2013        | 28. Jan. 2015                         | Chris Koch       | Isaac Aptaker & Elizabeth Berger |
| 28         | 6         | An jedem verflixten Sonntag               | Any Friggin’ Sunday                        | 1. Nov. 2013         | 21. Jan. 2015                         | Joe Penella      | Jeremy Hall                      |
| 29         | 7         | Amerika sucht die Super-Aliens            | We Jumped the Shark (Tank)                 | 8. Nov. 2013         | 4. Feb. 2015                          | Jeffrey Walker   | Scott King                       |
| 30         | 8         | Good Debbie Hunting                       | Good Debbie Hunting                        | 15. Nov. 2013        | 4. Feb. 2015                          | Josh Greenbaum   | Kristi Korzec                    |
| 31         | 9         | Thanksgiving ist nichts für Weicheier     | Thanksgiving Is No Schmuck Bait            | 22. Nov. 2013        | 11. Feb. 2015                         | John Fortenberry | Isaac Aptaker & Elizabeth Berger |
| 32         | 10        | Der große Larry                           | Supreme Like Me                            | 6. Dez. 2013         | 18. Feb. 2015                         | Jann Turner      | Isaac Aptaker & Elizabeth Berger |
| 33         | 11        | Eine Weihnachtsgeschichte                 | A Christmas Story                          | 13. Dez. 2013        | 11. Feb. 2015                         | Chris Koch       | Kirker Butler                    |
| 34         | 12        | Angst und Schrecken in New Jersey         | Fear and Loving in New Jersey              | 10. Jan. 2014        | 18. Feb. 2015                         | Lev L. Spiro     | Brian Donovan & Ed Herro         |
| 35         | 13        | Das Klassentreffen                        | High School Reunion                        | 17. Jan. 2014        | 25. Feb. 2015                         | Rebecca Asher    | Scott Weinger                    |
| 36         | 14        | Männer haben auch Gefühle                 | Man, Actually                              | 24. Jan. 2014        | 25. Feb. 2015                         | Jeffrey Walker   | Michael Feldman & Debbie Jhoon   |
| 37         | 15        | Du hast das Larry-Gefühl verloren         | You’ve Lost That Larry Feeling             | 31. Jan. 2014        | 4. März 2015                          | Chris Koch       | Jeremy Hall                      |
| 38         | 16        | Oscar-Party                               | Oscar Party                                | 28. Feb. 2014        | 11. März 2015                         | Bryan Gordon     | Michael Feldman & Debbie Jhoon   |
| 39         | 17        | Balle Balle                               | Balle Balle!                               | 7. März 2014         | 18. März 2015                         | John Fortenberry | Scott Weinger                    |
| 40         | 18        | Ein Abend in Lou Ferrignos Hibachi-Himmel | A Night in (Lou Ferrigno’s Hibachi) Heaven | 14. März 2014        | 4. März 2015                          | John Fortenberry | Kristi Korzec                    |
| 41         | 19        | Onkel Benjamin                            | Uncle Benjamin                             | 21. März 2014        | 11. März 2015                         | Chris Koch       | Isaac Aptaker & Elizabeth Berger |
| 42         | 20        | Unheimliche Begegnung der Bird-Art        | Close Encounters of the Bird Kind          | 28. März 2014        | 18. März 2015                         | Lev Spiro        | Brian Donovan & Ed Herro         |
| 43         | 21        | Mein Bruder vom anderen Stern             | All That Jazzy Jeff                        | 4. Apr. 2014         | 25. März 2015                         | Joe Penella      | Dan Fogelman                     |
| 44         | 22        | Schwere Entscheidungen                    | There Goes the Neighbors’ Hood             | 11. Apr. 2014        | 25. März 2015                         | John Fortenberry | Dan Fogelman & Steven White      |